# GLASS-z12
GLASS-z12 (auch kurz GL-z12), vormals GLASS-z13, ist eine Galaxie, die im Juli 2022 vom James-Webb-Weltraumteleskop im Rahmen des Beobachtungsprogramms Grism Lens-Amplified Survey from Space aufgefunden wurde. Sie ist derzeit eine der ältesten jemals entdeckten Galaxien, die nur 300 bis 400 Millionen Jahre nach dem Urknall entstanden ist. Sie hat eine Rotverschiebung von etwa z = 12,4. Sie wurde zusammen mit einer anderen Galaxie, GLASS-z11, entdeckt, die mit GN-z11 vergleichbar ist, ebenfalls eine der ältesten entdeckten Galaxien. Am 25. Oktober 2022 wurden die Messergebnisse der Erstveröffentlichung korrigiert, und da sich statt z≈13 ein Wert von z≈12 ergab, wurde die Galaxie in GLASS-z12 umbenannt.